# Arbutus Records
Arbutus Records je kanadské nezávislé hudební vydavatelství a umělecká komunita založená Sebastianem Cowanem v roce 2008, se sídlem v Montréalu a Londýně.

## Historie
Samotné umělecké společenství vzniklo na necelých 430 metrech čtverčních půdních prostorů v budově zvané Lab Synthèse v montréalské čtvrti Mile End, zatímco vydavatelství bylo založeno s cílem podpořit a rozvíjet kapely spojené s tímto místem. Společnost sama sebe definuje jako komunitu multimediálních umělců a hudebníků, kteří existují díky DIY etice, přátelství a kolaboraci. Dále se společnost identifikuje jako jakési plavidlo pro umělecká hnutí, na kterém se punková subkultura protíná s pop music.
Arbutus je v současné době řízen především Sebastianem Cowanam, Marilis Cardinal a Taylor Smith. Arbutus má pod svými křídly dceřinou společnost, "Movie Star", která ve velkém množství uvádí vedlejší a sólové projekty hudebních skupin společnosti.

## Umělci

### Arbutus
- Blue Hawaii
- Braids
- Doldrums
- Grimes
- Majical Cloudz
- Oxen Talk
- Pop Winds
- Sean Nicholas Savage
- Silly Kissers
- TOPS
- Tonstartssbandht

### Movie Star (dceřiná společnost)
- Andy Boay
- Agor
- Eola
- Flow Child
- Kool Music
- Paula